# Garai Ágnes
Dr. Garai Ágnes Szonja (Békéscsaba), 1985. augusztus 27. –) magyar sportoló, biológus.
AZ ELTE biológia szakán végzett és ugyanitt doktorált. A doktori értekezésének címe: "MAP kinázok dokkoló interakciói: az eukarióta jelátvitelt meghatározó lineáris motívumok kölcsönhatásának és szerkezeti specificitásának feltárása."
Teniszezőként kezdte sportolói pályafutását, majd a futás és ultrafutás felé fordult. 10 évesen kezdett teniszezni, 12 éves korától versenyzett és 18 éves koráig magántanuló volt, hogy az első osztályú kategóriában versenyezhessen. Csapatban több országos bajnoki címet szerzett.
2011-ben, hobbifutóként csatlakozott a Sashegyi Gepárdok csapatához. Főleg félmaratoni távokat teljesített, majd egyre szaporodtak a maratoni távú futásai. 2021-től kezdett el komolyabb edzésmunkába és elkezdett ultra távokon is versenyezni. 2023-ban 79,37 km-t teljesítve új magyar csúcsot állított fel 6 órás futásban.

## Egyéni rekordok
| Versenyszám     | Eredmény  | Hely                     | dátum |
| --------------- | --------- | ------------------------ | ----- |
| 4x400m-es váltó | 8:52      | Szekszárd, Magyarország  | 2017  |
| 5000 m          | 19:37.47  | Szekszárd, Magyarország  | 2017  |
| Félmaraton      | 1:22:43   | Siófok, Magyarország     | 2022  |
| Maraton         | 2:54:46   | Budapest, Magyarország   | 2024  |
| 50 km           | 3:33:50   | Nagyatád, Magyarország   | 2024  |
| 100 km          | 7:56:22   | Budakalász, Magyarország | 2024  |
| 6 óra           | 80,093 km | Tapolca, Magyarország    | 2024  |

## Díjai, elismerései
- Az év magyar ultrafutója: 2024[1]

### Cikkek
- Garai Ágnes Szonja szép győzelemmel hangol a 100 kilométeres vb-re
- Magányosan futotta meg a nemzetközi A-szintet a száz kilométeres ob-n
- Akadtak hátráltató tényezők, mégis országos csúccsal győzött
- Hatórás országos bajnokság: a nőknél biztos győzelem, a férfiaknál igencsak szoros hajrá
- Garai Ágnes Szonja ismét győzelemre tör a hatórás országos bajnokságon
- Rekorddöntés, dilemma, nagy célok – ilyen lehet Garai Ágnes Szonja 2024-es éve
- Félt a melegtől, de magabiztos győzelmet aratott a Korinthoszon
- Az új magyar csúcstartó élete végéig bánta volna, ha nem nyomja meg a hajrát
- „Eldöntöttem, hogy nyomni fogom és kizárok minden kellemetlenséget” – Garai Ágnes Szonjával a kétszeres 6 órás országos bajnokkal és friss magyar csúcstartóval beszélgettünk
- Új magyar női futócsúcs született a hatórás országos bajnokságon
- Garai Ágnes Szonja útja a hatórás országos bajnokságon aratott győzelemig
- Mennyit segíthet a futás szerelmeseinek a sportdiagnosztika?
- Elképesztő száz kilométer hosszú körökkel, sok fájdalommal és mákos tésztával
- Dr. Garai Ágnes: Az már régen rossz, ha ötven kilométernél azt érzi az ember, hogy nem bírja tovább
- Beda Szabolccsal futott együtt, és bronzérmet nyert a budapesti maratonin

### Videók, podcastok
- Dr. Garai Ágnes - 2022 6 órás Országos Bajnoka